# Saranambana
Saranambana è una città e comune del Madagascar situata nel distretto di Fenerive Est, regione di Analanjirofo. 
La popolazione del comune rilevata nel censimento 2001 era pari a 47 260 unità.